# Natalia Morari
Natalia Morari, in russo  Наталья Григорьевна Морарь? (Hîncești, 12 gennaio 1984), è una giornalista moldava per il giornale russo New Times.

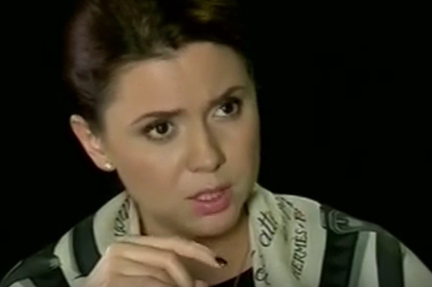
Natalia Morari nel 2015

Ha risieduto permanentemente in Russia fino a quando è stata espulsa nel dicembre 2007, presumibilmente per aver esposto la corruzione in Russia. Nata in Moldavia, si è trasferita in Russia nel 2002 per studiare sociologia presso l'Università Statale di Mosca, in cui si è laureata nel 2007.  La Morari ha fatto richiesta per la cittadinanza russa, che avrebbe dovuto ottenere nell'aprile 2008, ma la cittadinanza le è stata negata per ragioni di sicurezza nazionale.

## Indagini
Nel maggio 2007 la Morari lanciò l'attenzione sulla storia riguardo al caso di riciclaggio di denaro che coinvolgeva l'austriaca Raiffeisen Zentralbank e diversi alti funzionari dell'amministrazione Putin, compreso il Capo Delegato dell'FSB  Alexander Bortnikov. Secondo la Morari, l'alto funzionario della Banca Centrale Andrei Kozlov era stato assassinato per aver perseguito quei contatti e revocato la licenza dalla banca Diskont implicata.
A metà dicembre 2007, la Morari pubblicò un articolo intitolato "Il contante nero del Cremlino" in cui descriveva come un vasto fondo politico illegale fosse stato utilizzato per mantenere tutti i principali partiti politici in Russia dipendenti dalle autorità centrali durante le elezioni parlamentari in Russia del 2007.

## Espulsione dalla Russia
Dopo il suo articolo sui fondi politici, alla Morari fu impedito di rientrare in Russia per ordini dell'FSB. La Federazione internazionale dei giornalisti invitò gli organi europei ad indagare sul caso. Anche l'Unione dei giornalisti russi condannò la deportazione. Secondo il Wall Street Journal, fu deportata per aver esposto segreti dell'FSB:

"La Morari aveva scritto ampiamente sulla presunta corruzione dei servizi di sicurezza russi, alcuni dei quali ha affermato di aver trapelato informazioni incriminanti sui loro rivali in una lotta di potere tra gruppi. Lo scorso autunno, ha scritto riguardo ad un'indagine sulla corruzione nei confronti di accuse di estorsione e tangenti contro alcuni alti funzionari del servizio di sicurezza federale dell'FSB, l'agenzia che ha succeduto il KGB."

Diversi giornalisti si sono espressi sul caso di Natalia Morari. Come dichiarato dal giornalista Oleg Kashin nella rivista Russian Life: 

"Ancora un anno fa non c'era il luogo, e oggi uno può parlare della tendenza - i movimenti di persone inaffidabili non sono solo rintracciati - ora gli organismi preposti all'applicazione della legge si lasciano confondere con questi movimenti, decidendo senza alcuna dichiarazione del tribunale chi può spostarsi da qualche parte e con chi dovrebbe avere a che fare... Le frecce diritte non devono disturbare. Almeno, le stesse frecce diritte sono assicurate in questo. Saranno sicuri a lungo, fino alla campana della notte, quando non ci sarà nessuno a chiedere aiuto. Certo, sembra molto in stile operetta, ma il problema esiste davvero e deve essere gestito."

Nel febbraio 2008, ha sposato in Moldavia un collega russo in modo da aggirare il divieto, ma quando arrivò a Mosca, non le fu permesso di lasciare l'aeroporto, passando tre giorni nell'area di transito prima di ritornare a Chişinău.
Nel marzo 2008, la Morari ha annunciato di aver deciso di denunciare presso la Corte europea dei diritti dell'uomo la violazione di numerosi diritti umani dalla Convenzione europea sui diritti umani, asserendo che una famiglia (lei e suo marito) non può essere separata e di non aver ricevuto acqua e cibo durante i giorni in cui è rimasta all'aeroporto di Domodedovo e di non essere stata informata del motivo per cui è stata rifiutata all'ingresso per la seconda volta.
Il rifiuto dell'ottenimento della cittadinanza è stato ufficialmente spiegato come una conseguenza di una legge che lo nega alle persone che sostengono "un cambiamento forzato del regime costituzionale" o che creano "una minaccia per la sicurezza dello stato".

## Proteste in Moldavia
Il 6 aprile (parte dei disordini civili in Moldavia del 2009), la Morari e altri attivisti organizzarono una protesta di fronte al Parlamento della Moldavia, in relazione alle elezioni parlamentari in Moldavia del 2009, tramite l'uso di social-network come Twitter. Si aspettava che non più di 300 persone si presentassero al flash mob, ma ben 10.000 si unirono alla protesta, inclusi i leader dei principali partiti di opposizione.
Il giorno seguente, le proteste si sono trasformate in un'agitazione civile segnata dalla violenza. La Morari disse sul suo blog di aver organizzato una protesta pacifica e di non essere responsabile della violenza nelle proteste dei giorni seguenti. Durante le proteste esortò i manifestanti a porre fine alle violenze.
Il 9 aprile, Natalia Morari fu ufficialmente accusata dal governo moldavo di "aver richiesto di organizzare e mettere in scena disordini di massa" e condannata agli arresti domiciliari.
L'11 novembre 2009 tutte le accuse furono ufficialmente rilasciate contro Natalia Morari, la quale era stata accusata dal precedente governo di utilizzare i siti di social network per organizzare violente manifestazioni di piazza a Chişinău in primavera. Il procuratore capo Valeriu Zubco lasciò cadere le accuse contro la Morari e altri tre, incluso Gabriel Stati, figlio del più ricco uomo d'affari della Moldavia.

## Riferimenti culturali
La Morari è oggetto del verso ironico di Dmitrij Bykov "И это все устроила Морарь!" (E tutto questo fu organizzato dalla Morari). La poesia parla delle voci secondo le quali la Morari avrebbe organizzato da sola i disordini civili in Moldavia nel 2009 e se fosse stata autorizzata a entrare in Russia avrebbe organizzato una rivoluzione lì. Il verso si conclude con le parole:
| Вы ждете утешительной морали? Мораль проста, хотя и не длинна. Страна, что может рухнуть от Морари, действительно великая страна! | State aspettando una morale confortante? La morale è semplice anche se non così lunga. Il paese che può crollare a causa della Morari, deve essere un paese veramente grande, dopo tutto! |